# Matthäus Flege
Matthäus Flege, auch Flegius, Musca oder Musa (* Lübeck oder auf Fehmarn; † 29. Juni 1564 in Rostock) war ein streitbarer lutherischer Prediger der Reformationszeit in Rostock.
Flege immatrikulierte sich 1552 an der Universität Rostock und studierte Theologie. 1558 war er Diakon an der Rostocker Marienkirche. 1561 erhielt er von der Universität Rostock den Baccalaureus der Theologie.
Bekannt wurde er als kämpferischer und volksnaher Prediger, der sich offen gegen den Rostocker Superintendenten Johann Draconites und dessen Nachfolger Johann Kittel aussprach. Dies führte zu Konflikten der Stadt mit den mecklenburgischen Herzögen. Seine Entlassung durch den Rat der Stadt Rostock wurde jedoch durch das hiergegen gerichtete Aufbegehren des 60er Ausschusses und den öffentlichen Druck der überwiegenden Bürgerschaft verhindert. Ein Spottgedicht des Jahres 1561 setzte sich mit seiner umstrittenen Persönlichkeit auseinander. Der Rostocker Rektor Johann Boukius hielt ihm die Grabrede und bescheinigte ihm, ein Getreuer in der (neuen) Lehre gewesen zu sein. Sein Ziel der Bekehrung der katholischen Nonnen im Rostocker Kloster zum Heiligen Kreuz konnte er jedoch nicht verwirklichen.
Der Greifswalder Pastor und Professor der Theologie Matthäus Flege, der 1594 an der Universität Rostock zum Dr. theol. promoviert wurde, ist vermutlich eines seiner sieben Kinder.